# Verses of Comfort, Assurance & Salvation
Albums de Au Revoir Simone
The Bird of Music
(2007)
Verses of Comfort, Assurance & Salvation est le premier album du groupe Au Revoir Simone sorti en 2005.
Le nom de l'album est dérivé d'un petit verset biblique.
Through the Backyards est le premier morceau à sortir en single, lequel a gagné une certaine notoriété sur la station radio du site web de David Byrne.

## Titres
| No | Titre                 | Durée |
| -- | --------------------- | ----- |
| 1. | Through the Backyards | 3:54  |
| 2. | Hurricanes            | 3:46  |
| 3. | The Disco Song        | 2:19  |
| 4. | Where You Go          | 2:41  |
| 5. | Back in Time          | 5:18  |
| 6. | The Winter Song       | 2:52  |
| 7. | And Sleep Al Mar      | 3:53  |
| 8. | Stay Golden           | 2:48  |